# Almuñécar

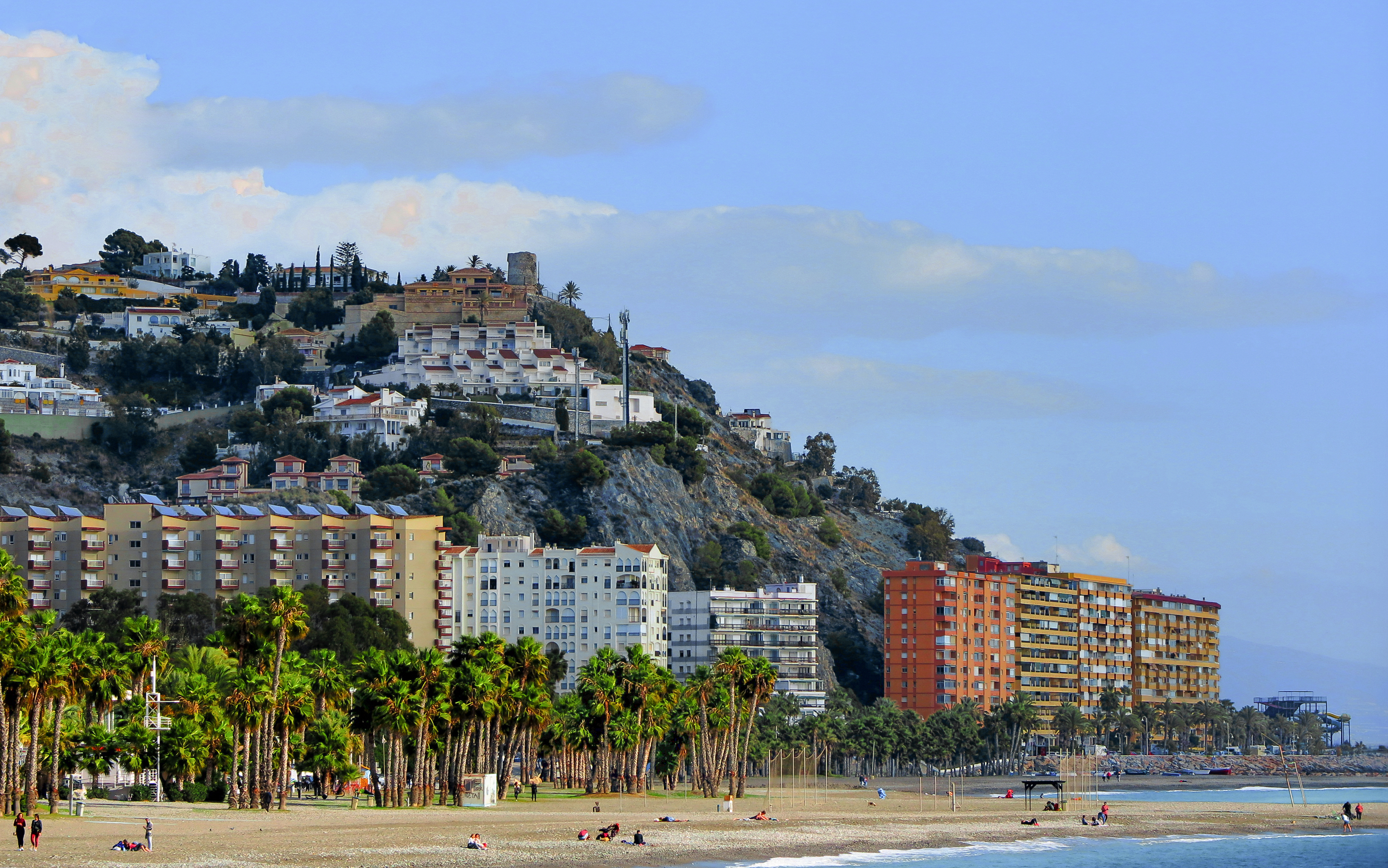
Playa de Puerta del Mar

Almuñécar es una ciudad y municipio español situado en la parte suroccidental de la comarca de la Costa Granadina, en la provincia de Granada, comunidad autónoma de Andalucía. Se encuentra a orillas del mar Mediterráneo y limita con los municipios granadinos de Otívar, Jete, Ítrabo y Salobreña, y con el municipio malagueño de Nerja. Cuenta con una población de 27 311 habitantes (INE 2024). Por su término discurre el río Verde.
El municipio sexitano comprende los núcleos de población de Almuñécar —capital municipal y sede de un partido judicial propio—, La Herradura, Velilla-Taramay, Torrecuevas, Río Seco, El Rescate y El Cerval.
Es un importante centro turístico, ubicado entre el mar y la montaña. A finales del siglo XX y comienzos del XXI ha ido ampliando su superficie urbana, con un gran número de hoteles y urbanizaciones, muchas de ellas de segunda residencia. También es conocido por ser un importante productor de frutos subtropicales como aguacates, chirimoyos, mangos y nísperos.

## Toponimia
El primer topónimo conocido de la ciudad es el fenicio  (transl.) Ṣkṣ; (vocalizado) Ṣekṣ ο Ṣekṣi) que en griego se conocía como Ἕξι (Héxi) y en latín Sex o Sexi. Ya en época romana, tras la batalla de Munda, se cambió el nombre a Sexi Firmum Iulium o Firmum Iulium Sexs, con calidad de municipio, al parecer por la ayuda que prestó la ciudad a Julio César en las campañas de la segunda guerra civil de la República romana.
El topónimo actual deriva del árabe حصن المنكّر (ḥiṣn al-Munakkar), que significa «fortaleza flanqueada o rodeada [de montañas]». Se emplean los gentilicios tanto sexitano/a como almuñequero/a.
| Seks > Hexi > Sexi > al-Munakkar > Almuñécar |

## Símbolos
El municipio de Almuñécar cuenta con un escudo propio desde 1526, cuando el emperador Carlos I se lo concedió a sus habitantes en recompensa por haber derrotado a una flota de piratas berberiscos. Desde entonces se le viene dando uso, con pequeñas modificaciones. También cuenta con bandera propia desde el siglo XX. Ambos símbolos fueron oficializados el 22 de febrero de 2021.

### Escudo

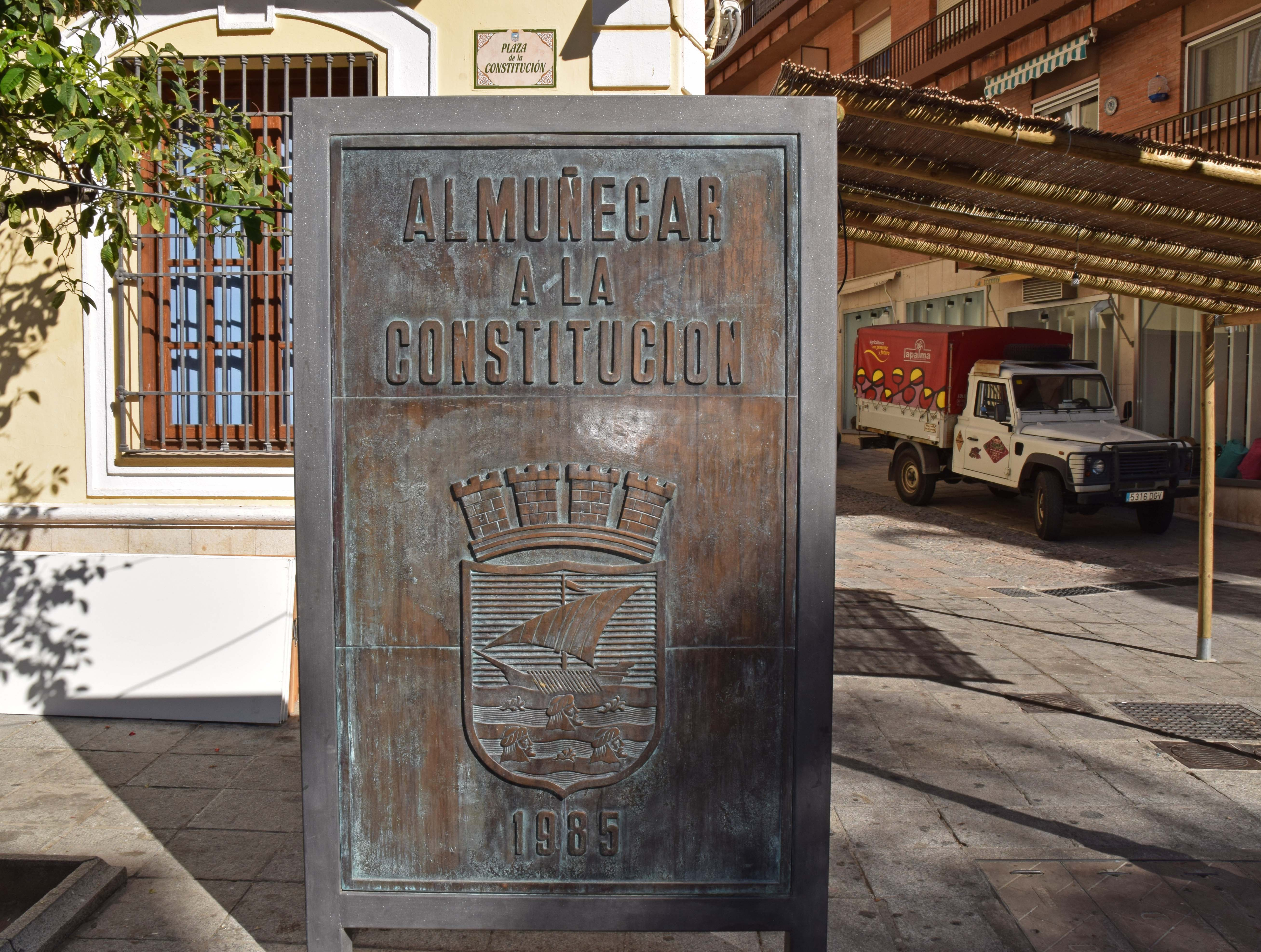
Grabado del escudo de Almuñécar en la placa a la Constitución Española

Su descripción heráldica es la siguiente:

En campo de azur (azul), sobre ondas de plata (blanco) y azur, una fusta al natural con dieciséis remos de oro (amarillo) y vela triangular de plata, sobre las ondas tres piratas en el agua, con turbantes en gules (rojo). Filiera de oro. Timbrado con la corona mural civil de ciudad, compuesta por un lienzo de muralla con diez puertas, cinco visibles, realzado de ocho torres almenadas, cinco visibles, unidas hasta la mitad de su altura por un muro sin almenas, con garitas de plata entre las torres.

### Bandera
La enseña del municipio tiene la siguiente descripción:

Bandera rectangular de proporciones 2:3 formada por dos franjas horizontales de igual tamaño, celeste la superior y azul la inferior. En el centro del paño, el escudo municipal.

## Historia

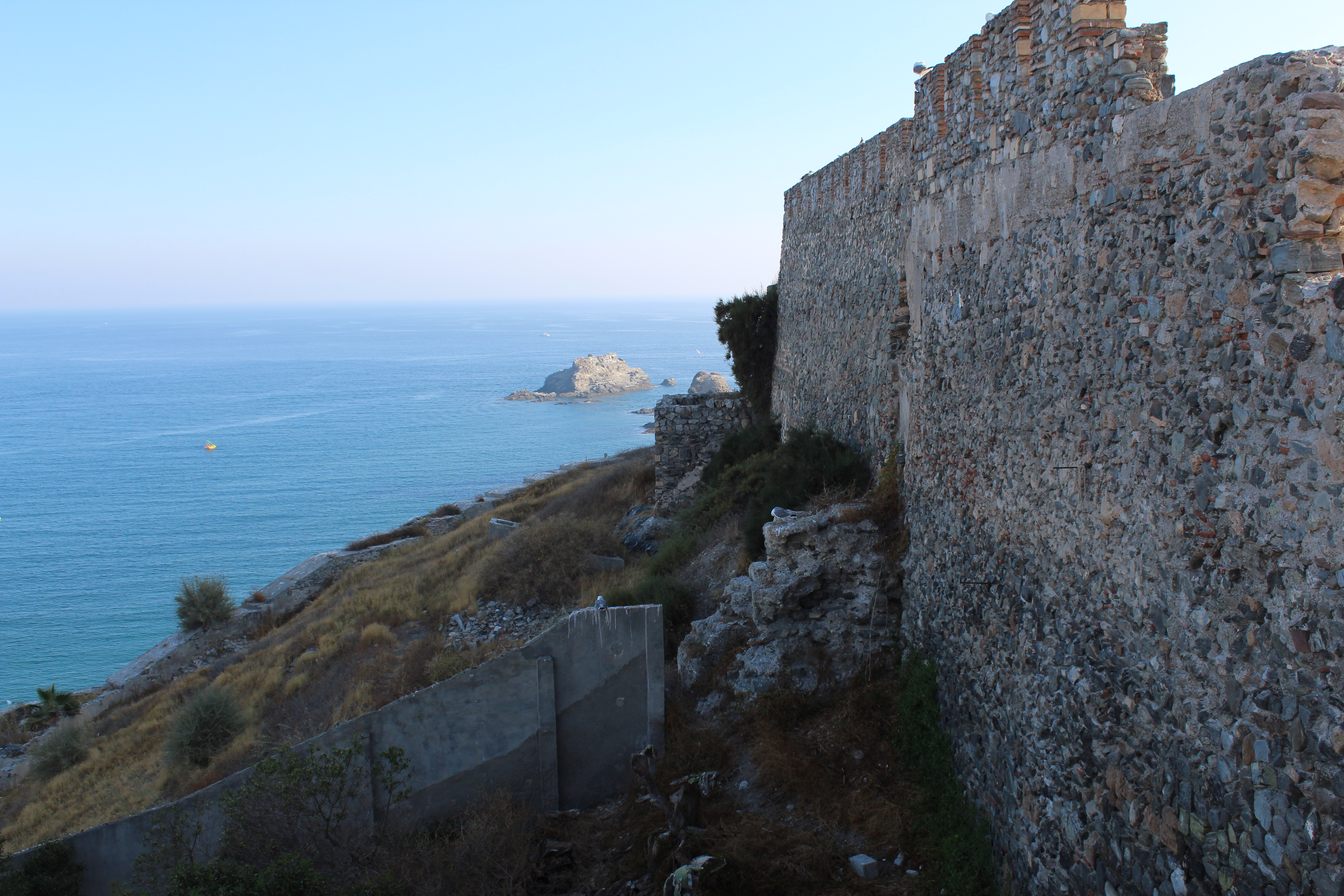
El castillo de San Miguel, con el Mediterráneo de fondo

La historia de Almuñécar se inicia en el 1500 a. C., con la presencia de gente de la cultura argárica de la Edad de Bronce. A finales del siglo IX a. C., los indígenas reciben la colonización fenicia, creando las estructuras urbanas de la colonia de Ex, Seks o Sexi, de tal forma que, cuando a finales del siglo III a. C., lleguen los romanos, encontrarán una ciudad bien estructurada, con una pujante economía basada en la salazón de pescado, fabricación de garum y moneda propia, a la que remodelarán construyendo templos, teatro y acueducto, propios del municipio de derecho latino Sexi Firmum Iulium.
En tiempos de al-Ándalus, el ilustre viajero al-Idrisi, al descubrir la ciudad, ya hacía mención de las ruinas de tiempos anteriores. En el año 755 desembarcó en su puerto Abderramán I, quien fundaría un año más tarde el Emirato de Córdoba. Almuñécar pasó a pertenecer según la división administrativa de los musulmanes a la cora de Elvira. En este momento era un punto fuerte en la costa: un hisn o castillo, aunque hasta el siglo XI no se puede hablar de ella como ciudad o medina. Producía caña de azúcar, plátanos, pasas, cereales, todo tipo de frutos y casi todos los geógrafos señalan la buena pesca que se obtenía en sus aguas. La ciudad disponía de puerto pesquero, arrabales o barrios extramuros, mercados y una mezquita mayor.

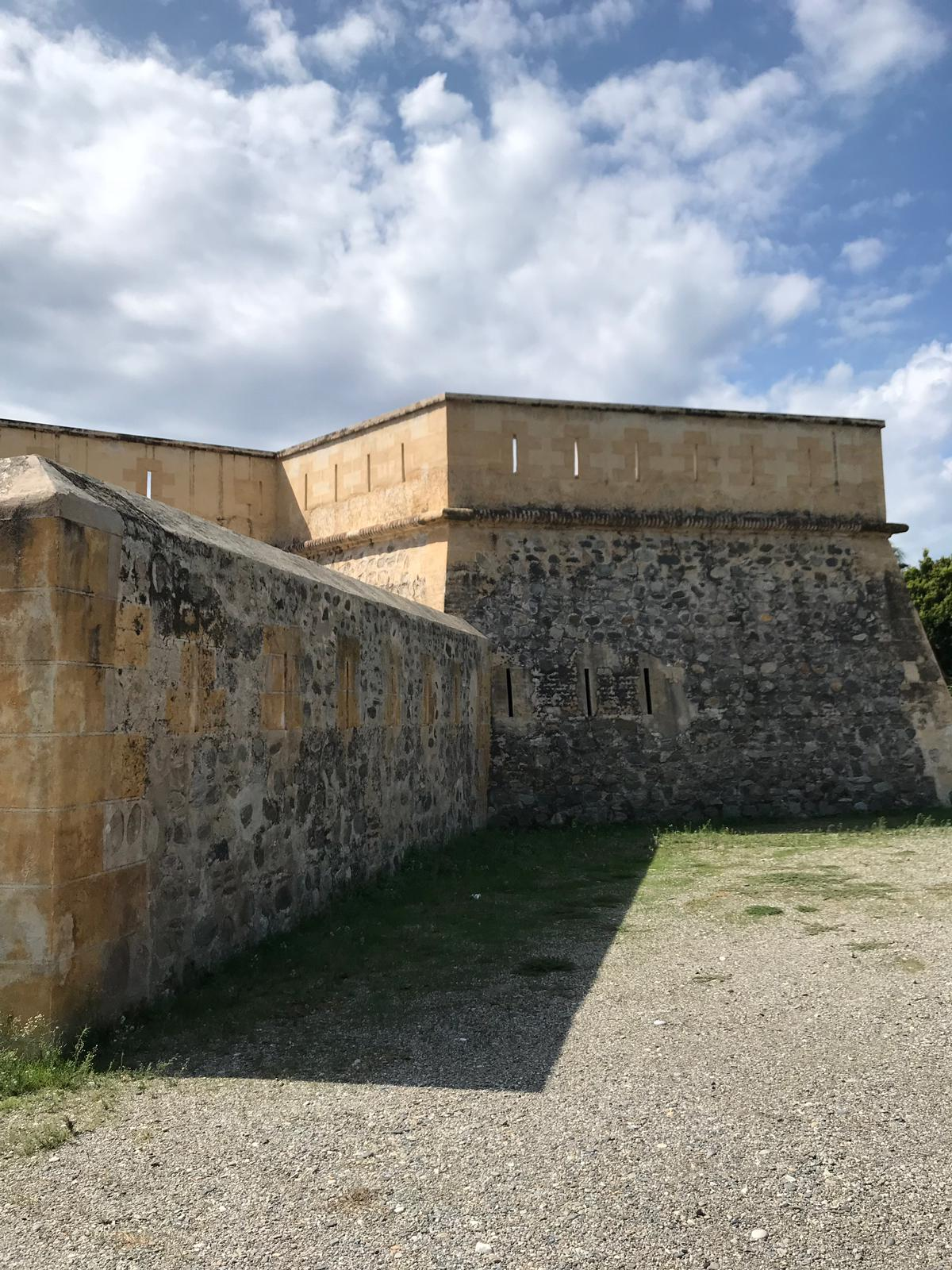
El castillo de La Herradura

Durante el período en que el territorio peninsular estuvo dividido en diversas taifas, Almuñécar dependió de la taifa de Granada consolidándose como la principal ciudad costera de su reino. En la época del reino nazarí fue uno de los núcleos más importantes, junto con el resto de los lugares de su distrito: Cázulas, Lentegí, Turillas, Otívar y Jete, la desaparecida alquería de Bodíjar, Ítrabo y Jate —cerca de Moscaril—, que es La Herradura, siendo muy visitada por la realeza que disfrutaba temporadas en la residencia real. Tras la caída de Baza en 1489 la costa de Granada se rindió a las tropas castellanas en diciembre de ese mismo año, bajo las capitulaciones que se firmaron en Almuñécar.
En 1569, durante la Guerra de las Alpujarras, el jefe morisco Aben Aboo, atacaría la villa con tres mil hombres, sin éxito.
Carlos I mandaría construir una gran fortaleza, que sería volada por los ingleses en 1812 para desalojar las tropas francesas que la defendían. En el siglo XIX fue duramente castigada por el ataque de los piratas turcos, obligando a su población a trasladarse a lugares más seguros en las montañas próximas.

## Geografía

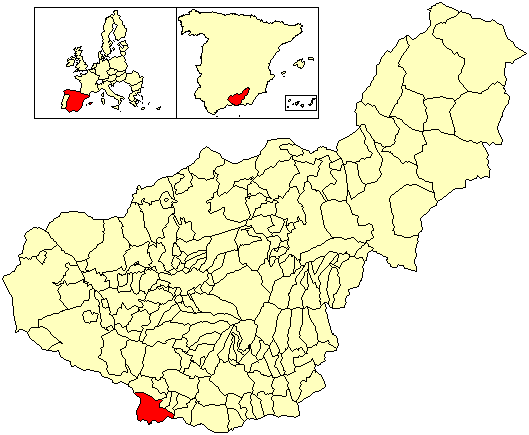
Extensión del municipio en la provincia de Granada

### Situación
Integrado en la comarca de la Costa Granadina, se encuentra situado a 76 kilómetros de la capital provincial, a 131 de Almería, a 168 de Jaén y a 349 de Murcia. El término municipal está atravesado por la autovía A-7 y por la carretera nacional N-340, entre las ciudades de Málaga y Motril.
El casco urbano de Almuñécar está asentado al final de los valles de los ríos Seco al oeste y Verde al este, los cuales están repletos de campos de cultivo. Destacan en el paisaje los peñones de San Cristóbal, así como las cumbres de la sierra de la Almijara.
Por otra parte, La Herradura se encuentra a 6 km de Almuñécar capital, situada en un extremo de la vega del río Jate, el cual la separa del Paraje Natural de los Acantilados de Maro-Cerro Gordo.
| Noroeste: Nerja (MA) y Otívar | Norte: Otívar         | Nordeste: Otívar y Jete        |
| Oeste: Nerja (MA)             |                       | Este: Jete, Ítrabo y Salobreña |
| Suroeste: Mar Mediterráneo    | Sur: Mar Mediterráneo | Sureste: Mar Mediterráneo      |

### Clima

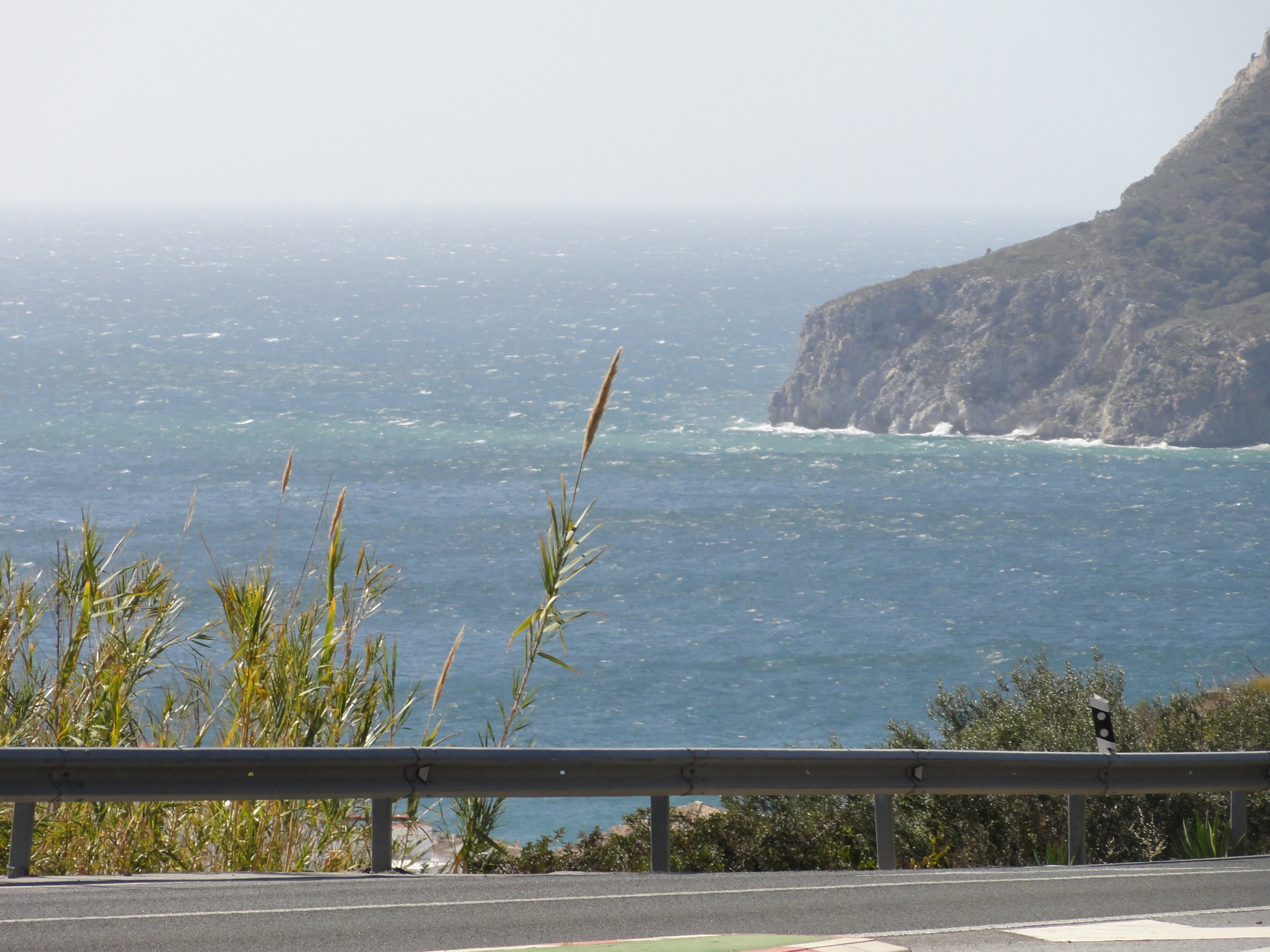
Popular imagen llegando a Almuñécar desde Salobreña por la antigua N-340

El clima de Almuñécar es mediterráneo. Goza de una media de 340 días de sol al año y una temperatura suave, siempre por encima de los 12 °C y con una media anual de 17,6 °C. Los veranos son calurosos y húmedos, pero gracias a la proximidad al mar y el valle, durante la noche la corriente térmica hace que la temperatura descienda a valores muy agradables.

### Playas
Almuñécar cuenta con diecinueve kilómetros de costa, incluyendo dieciocho playas que de oeste a este son: Cantarriján, Calaiza, La Herradura, Los Berengueles, El Muerto, Cotobro, La Veintiuna, El Rincón de La China, San Cristóbal, Caletilla, Puerta del Mar, Velilla, El Tesorillo, El Pozuelo, Calabajío, Cabria, Curumbico y la del Barranco de Enmedio.

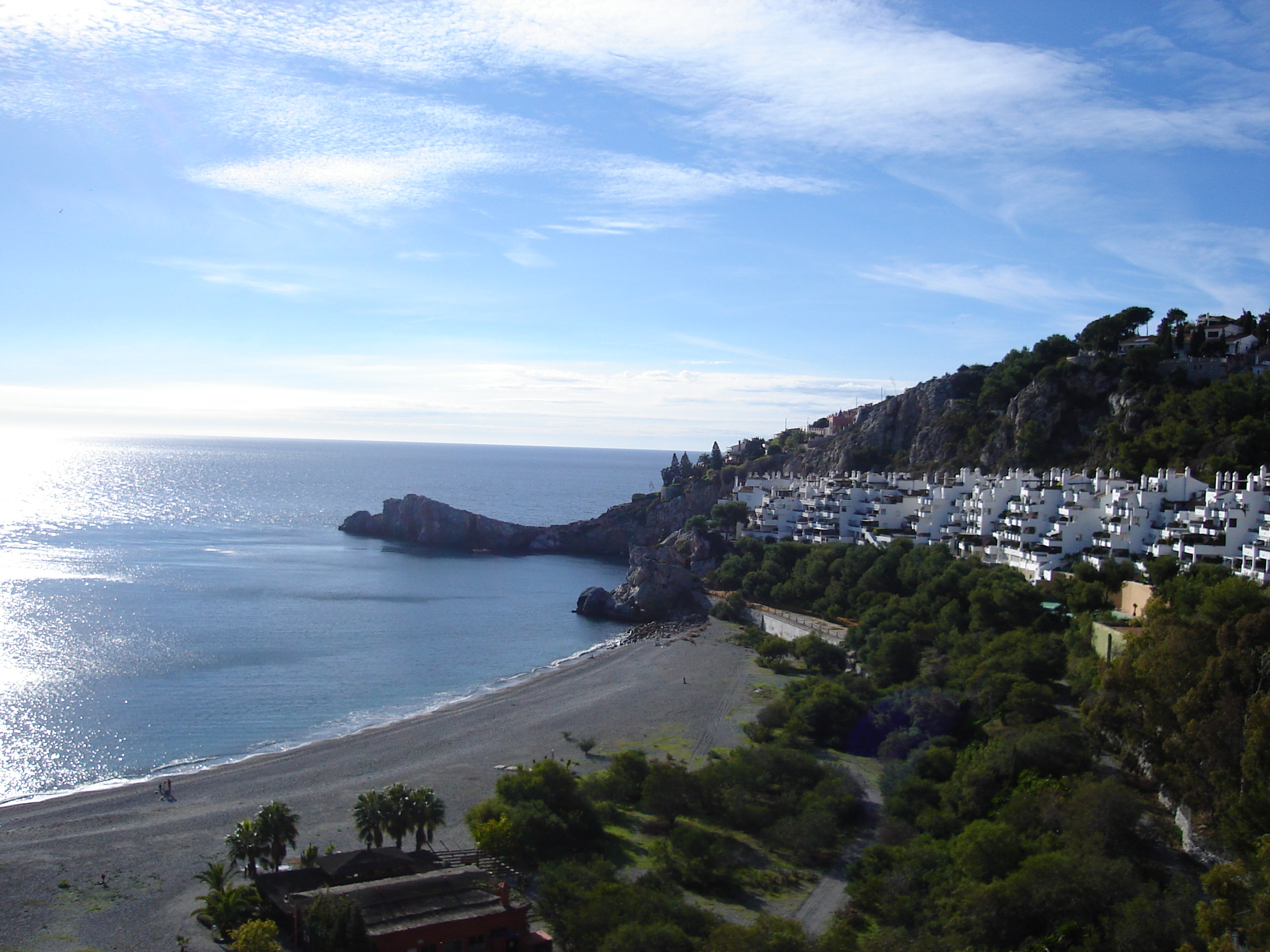
La playa de los Berengueles, en Almuñécar

La mayoría constan de todos los servicios; destacan las playas de Velilla, Puerta del Mar, San Cristóbal y La Herradura, que ostentan el galardón de Q de calidad, máxima distinción del Instituto para la Calidad Turística Española (ICTE). Existen además típicas calas recónditas de la costa de Andalucía Oriental, e incluso playas nudistas. En ellas se practican actividades acuáticas como el submarinismo o la pesca, siendo el paraje de Cerro Gordo-Maro uno de los principales atractivos turísticos del municipio debido a su belleza paisajística y conservación.

## Demografía

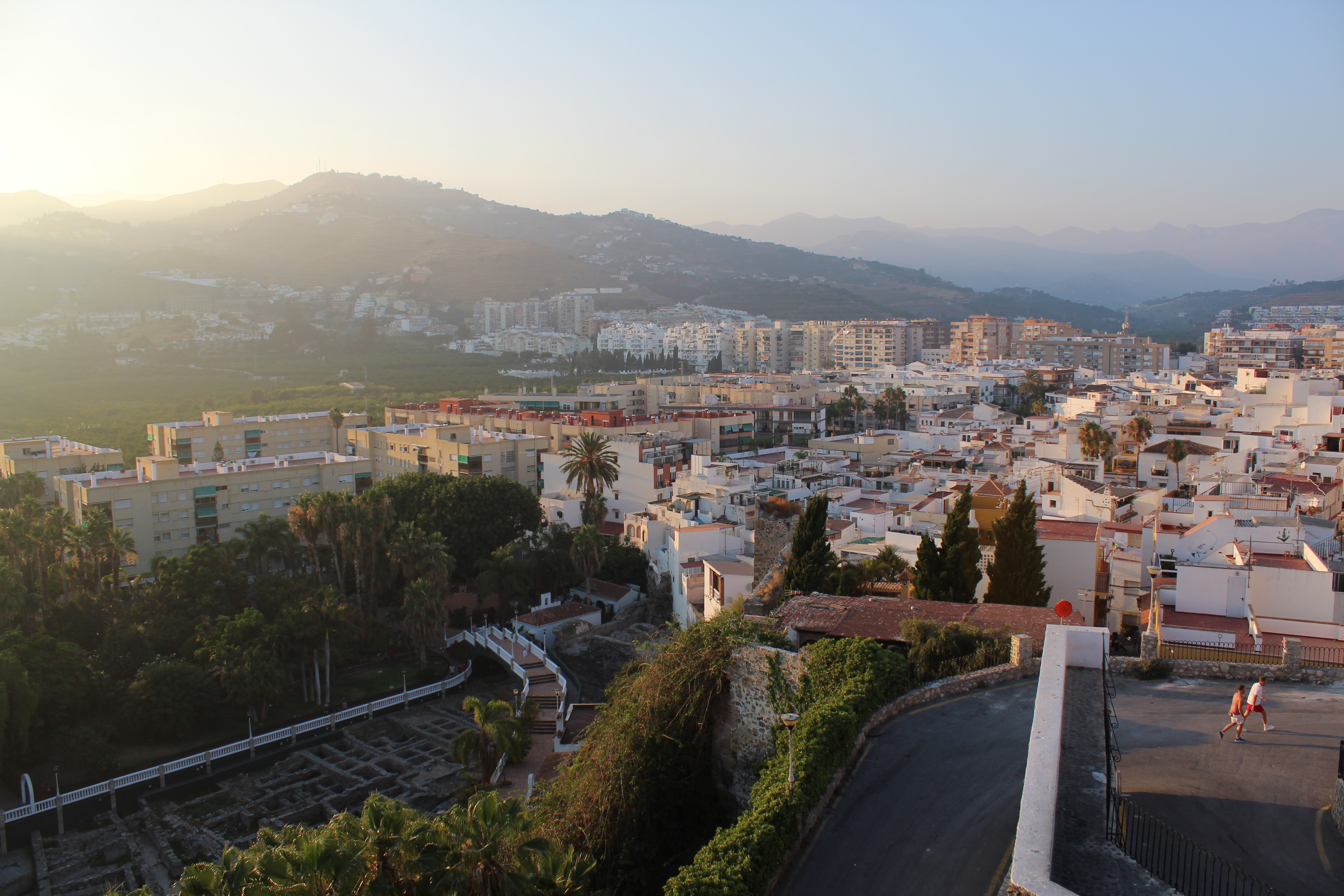
Vista parcial de la ciudad desde el castillo de San Miguel

Almuñécar cuenta con una población de 27 311 habitantes (INE 2024), que se distribuyen de la siguiente manera:
| Unidad poblacional | Hab.   |
| ------------------ | ------ |
| Almuñécar          | 17 863 |
| La Herradura       | 4 781  |
| Velilla-Taramay    | 3 587  |
| Torrecuevas        | 805    |
| Río Seco           | 591    |
| El Rescate         | 55     |
| El Cerval          | 17     |
| Total              | 27 699 |

| Gráfica de evolución demográfica de Almuñécar entre 1842 y 2021                                                     |
| |
| Población de derecho según los censos de población del INE Población de hecho según los censos de población del INE |

## Administración y política

### Gobierno municipal
| Periodo   | Nombre                          | Partido | Partido                                  |
| --------- | ------------------------------- | ------- | ---------------------------------------- |
| 1979-1983 | Miguel Ávila Padial             |         | Partido Socialista Obrero Español (PSOE) |
| 1983-1987 | Juan Carlos Benavides Yanguas   |         | Partido Socialista Obrero Español (PSOE) |
| 1987-1991 | Juan Carlos Benavides Yanguas   |         | Alianza Popular (AP)                     |
| 1991-1995 | Juan Rodríguez Fernández        |         | Partido Socialista Obrero Español (PSOE) |
| 1995-1999 | Juan Carlos Benavides Yanguas   |         | Partido Andalucista (PA)                 |
| 1999-2001 | Antonio Manuel Rebollo Martínez |         | Partido Socialista Obrero Español (PSOE) |
| 2001-2003 | Juan Luis González Montoro      |         | Partido Popular (PP)                     |
| 2003-2007 | Juan Carlos Benavides Yanguas   |         | Partido Andalucista (PA)                 |
| 2007-2011 | Juan Carlos Benavides Yanguas   |         | Convergencia Andaluza (CA)               |
| 2011-2022 | Trinidad Herrera Lorente        |         | Partido Popular (PP)                     |
| 2022-2023 | Juan José Ruiz Joya             |         | Partido Popular (PP)                     |

| Partido político                         | 2023  | 2023  | 2023       | 2019  | 2019  | 2019       | 2015  | 2015  | 2015       | 2011  | 2011  | 2011       | 2007  | 2007  | 2007       |
| Partido político                         | %     | Votos | Concejales | %     | Votos | Concejales | %     | Votos | Concejales | %     | Votos | Concejales | %     | Votos | Concejales |
| Partido Popular (PP)                     | 50,29 | 6228  | 12         | 24,52 | 2985  | 6          | 35,56 | 4369  | 8          | 28,13 | 3543  | 6          | 22,90 | 2988  | 5          |
| Unidad Andalucista                       | 26,52 | 3284  | 6          | —     | —     | —          | —     | —     | —          | —     | —     | —          | —     | —     | —          |
| Partido Socialista Obrero Español (PSOE) | 10,97 | 1359  | 2          | 14,75 | 1796  | 3          | 15,04 | 1848  | 3          | 19,79 | 2493  | 4          | 20,05 | 2616  | 4          |
| Izquierda Unida (IU)-Adelante            | 5,04  | 625   | 1          | 6,63  | 808   | 1          | 7,01  | 861   | 1          | 10,03 | 1263  | 2          | 6,23  | 813   | 1          |
| Convergencia Andaluza (CA)               | —     | —     | —          | 32,02 | 3898  | 7          | —     | —     | —          | 29,73 | 3745  | 7          | 40,81 | 5326  | 10         |
| Partido Más Costa Tropical (PMAS)        | —     | —     | —          | 9,23  | 1124  | 2          | 7,94  | 976   | 2          | —     | —     | —          | —     | —     | —          |
| Ciudadanos (CS)                          | —     | —     | —          | 8,53  | 1039  | 2          | 3,10  | 381   | 0          | —     | —     | —          | —     | —     | —          |
| Partido Andalucista (PA)                 | —     | —     | —          | —     | —     | —          | 29,00 | 3563  | 7          | 9,49  | 1195  | 2          | 5,85  | 764   | 1          |

#### Evolución de la deuda viva municipal
El concepto de deuda viva contempla sólo las deudas con cajas y bancos relativas a créditos financieros, valores de renta fija y préstamos o créditos transferidos a terceros, excluyéndose, por tanto, la deuda comercial.
| Gráfica de evolución de la deuda viva del Ayuntamiento de Almuñécar entre 2008 y 2023                                |
| |
| Deuda viva del Ayuntamiento de Almuñécar en miles de euros según datos del Ministerio de Hacienda y Función Pública. |

## Servicios

### Sanidad
El municipio cuenta con un centro de salud —con servicio de urgencias— en la calle Chingeti s/n, y con cuatro consultorios médicos de atención primaria situados uno en la calle Cueva Siete Palacios n.º 7; otro en la carretera Centro Cultural los Marinos s/n; otro en la calle Gonzalo Barbero n°18, de La Herradura; y el otro en la carretera de Jete s/n, de Torrecuevas, dependientes todos ellos del Área de Gestión Sanitaria Sur de Granada. El área hospitalaria de referencia es el Hospital Santa Ana de Motril.

### Transportes y comunicaciones

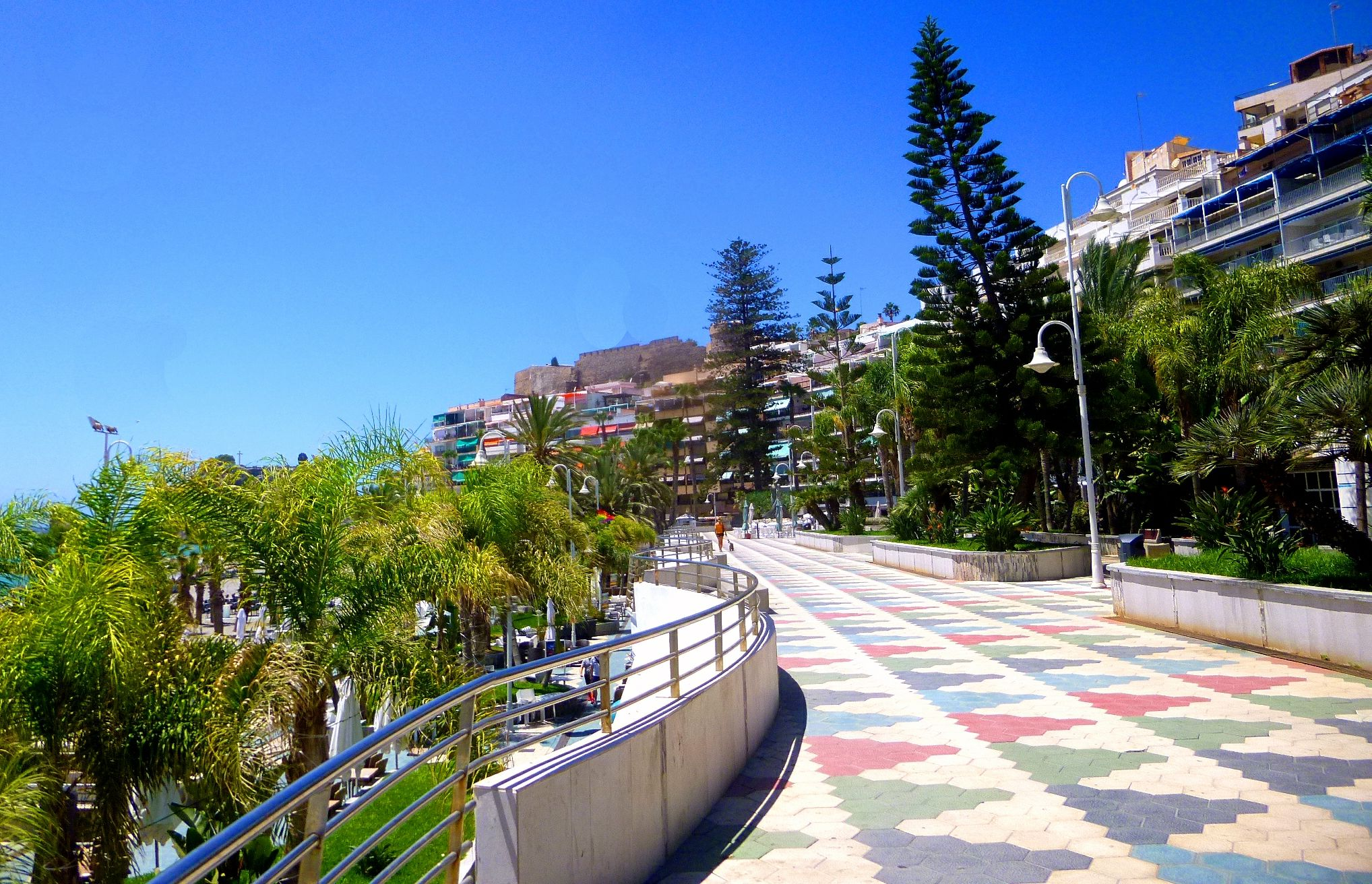
Paseo del Altillo, en el centro de Almuñécar

Almuñécar cuenta con una red de autobuses urbanos en régimen de concesión por la empresa Grupo Fajardo Autocares. Las líneas se dividen en horarios de invierno —desde 16 septiembre a 30 de junio— y horarios de verano —desde 1 de julio hasta el 15 de septiembre—. El horario de verano se compone de las siguientes líneas:
- Línea 1 Circular
- Línea 2 Almuñécar-La Herradura
- Línea 3 Velilla
- Línea 4 Taramay
- Línea 5 Torrecuevas

Los horarios de invierno se componen de estas líneas:
- Línea 1 Circular
- Línea 2 Almuñécar-La Herradura
- Línea 3 Velilla-Taramay
- Línea 5 Torrecuevas

### Carreteras
Las principales vías de comunicación que transcurren por el municipio son:
| Identificador | Denominación               | Itinerario                 |
| ------------- | -------------------------- | -------------------------- |
| A-7           | Autovía del Mediterráneo   | Algeciras - Barcelona      |
| N-340         | Carretera del Mediterráneo | Cádiz - Barcelona          |
| A-4050        | De N-323 a Almuñécar       | Villa de Otura - Almuñécar |

Algunas distancias entre Almuñécar y otras ciudades:
| Ciudades | Distancia (km) |
| -------- | -------------- |
| Motril   | 19             |
| Granada  | 76             |
| Almería  | 131            |
| Jaén     | 168            |
| Murcia   | 349            |

## Cultura

### Fiestas

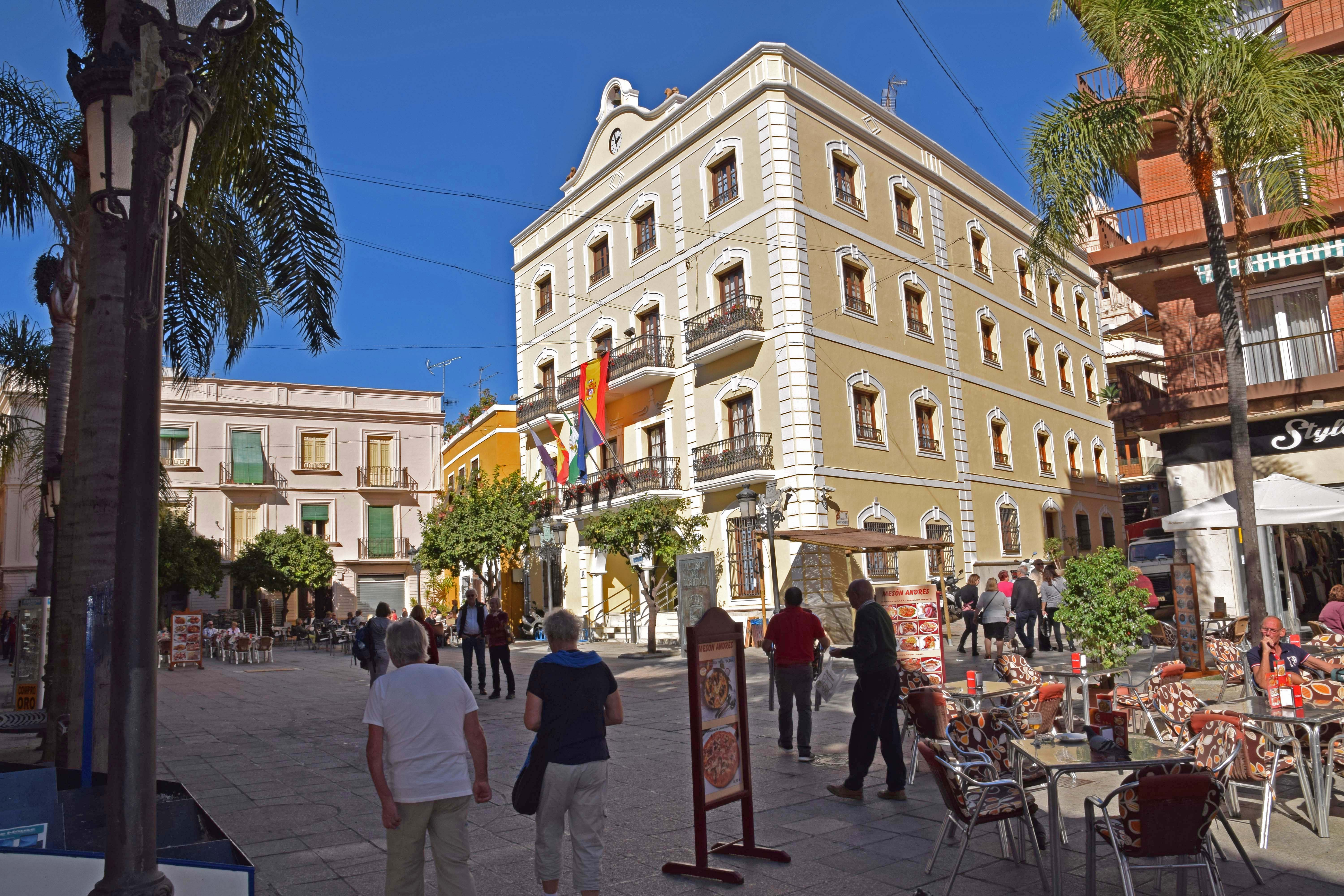
Ayuntamiento de Almuñécar, en la plaza de la Constitución

Dentro de las festividades que se celebran en el municipio sexitano destacan, cronológicamente, las fiestas del barrio de San Sebastián en honor a su patrón, que tienen lugar el 20 de enero. En La Herradura se festeja el día de San José, el 19 de marzo.
En primavera destaca la Semana Santa de Almuñécar, declarada de interés turístico-cultural, así como las Cruces de Mayo el día 3, festividad muy común en localidades de toda la provincia. Una semana más tarde tiene lugar en la pedanía de El Cerval una romería en honor a su patrona, la Virgen de Fátima, el 13 de mayo. También el domingo más cercano al 15 de mayo se celebra en Almuñécar otra romería, esta vez con motivo de la festividad de San Isidro Labrador, patrón de los agricultores. Finalmente, a primeros de junio se festeja el Corpus Christi.
En verano tienen lugar las principales fiestas y verbenas del municipio, entre las que destacan la noche y día de San Juan, el 23 y 24 de junio, con hogueras en las playas; las de Taramay el primer fin de semana de julio; las del barrio de Los Marinos en honor de la Virgen del Carmen, patrona de los marineros, el 16 de julio; y las fiestas patronales de la Virgen de la Antigua, patrona de la ciudad, del 9 al 15 de agosto.
Por último, en otoño se celebran las fiestas en honor de San Miguel, patrón del barrio homónimo, el 29 de septiembre; las de la Virgen Madre del núcleo de Torrecuevas, el 12 de octubre; y las fiestas del barrio de la Carrera de la Concepción en honor a la Inmaculada, el 8 de diciembre.

### Gastronomía
En el patrimonio gastronómico local destacan especialidades influidas por las costumbres de los antiguos habitantes de Almuñécar y adaptadas a los cultivos predominantes en la zona. Entre otras destacan: la cazuela mohína, de origen mozárabe, con predominio de la almendra cultivada en las zonas altas de las colinas, canela, matalahúga y almíbar. La torta de al-Hajú, de origen hispano-árabe, que contiene principalmente almendras además de miel, clavo, ralladura de limón, miga de pan contenidos entre obleas, evitando así la manteca de cerdo presente en hojaldres. Y el merengazo, típico de la gastronomía sefardí, que está compuesto de una masa a base de almendra, una capa de crema pastelera y coronado por un merengue en forma de ese.

### Deporte

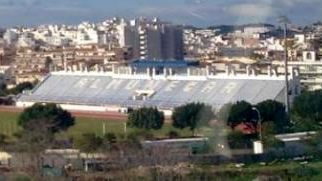
Estadio Municipal Francisco Bonet

En Almuñécar existen varios equipos de fútbol, entre los que destacan el Almuñécar CF, el CD Almuñécar 2021, el CD Almuñécar City, el CD La Herradura 2005 y la UD Los Marinos.

## Localidades hermanadas
- Baracoa, Cuba
- Cerveteri, Italia[13]
- Chingueti, Mauritania
- Fürstenfeldbruck, Alemania
- Hendersonville, Estados Unidos
- Jan Yunis, Palestina
- Kélibia, Túnez
- Ciudad de Kuwait, Kuwait
- Larache, Marruecos
- Livry-Gargan, Francia[13]
- Puerto de la Cruz, España
- Estepona, España